# Łapsze Wyżne

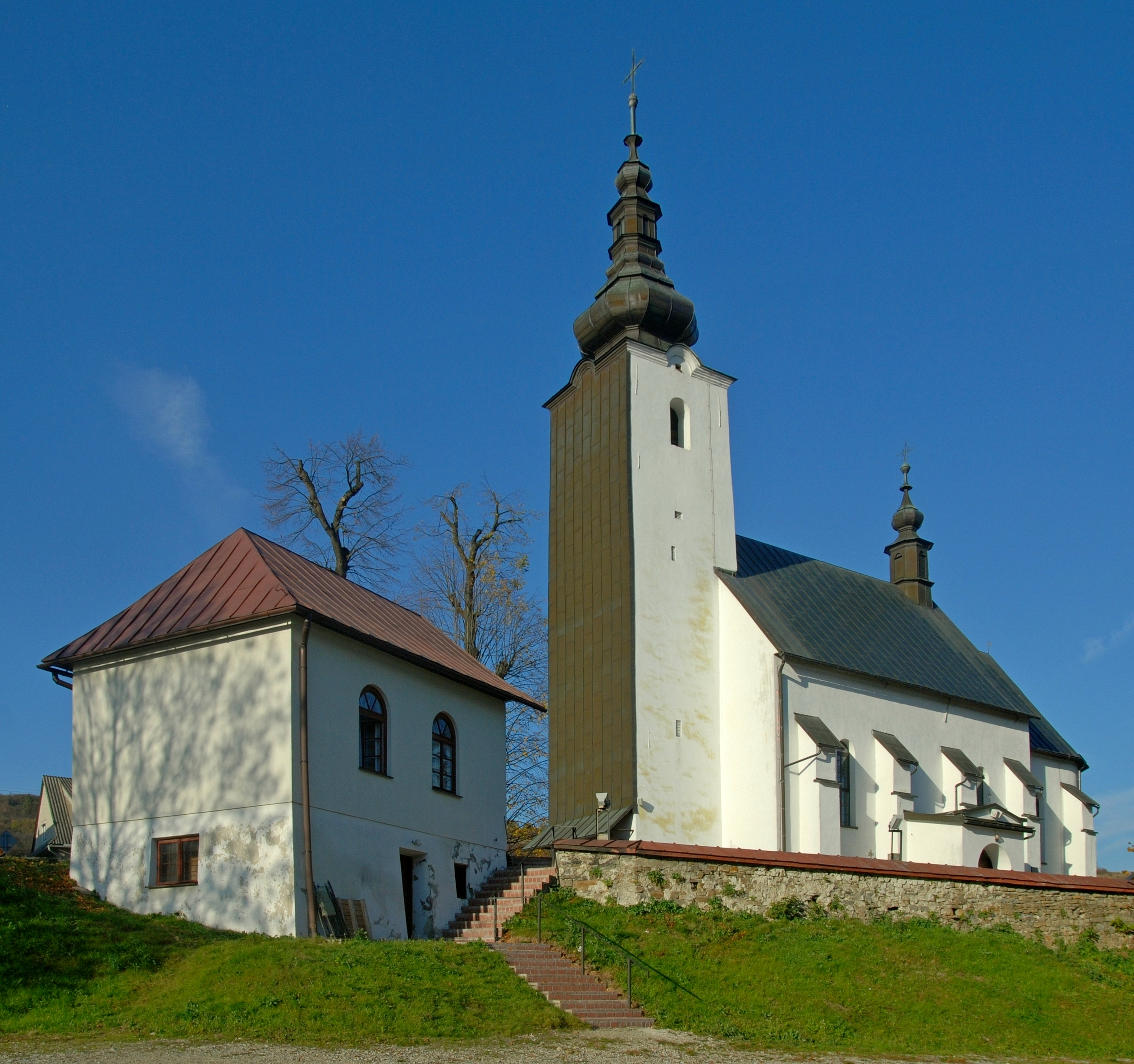
Kościół parafialny w Łapszach Wyżnych

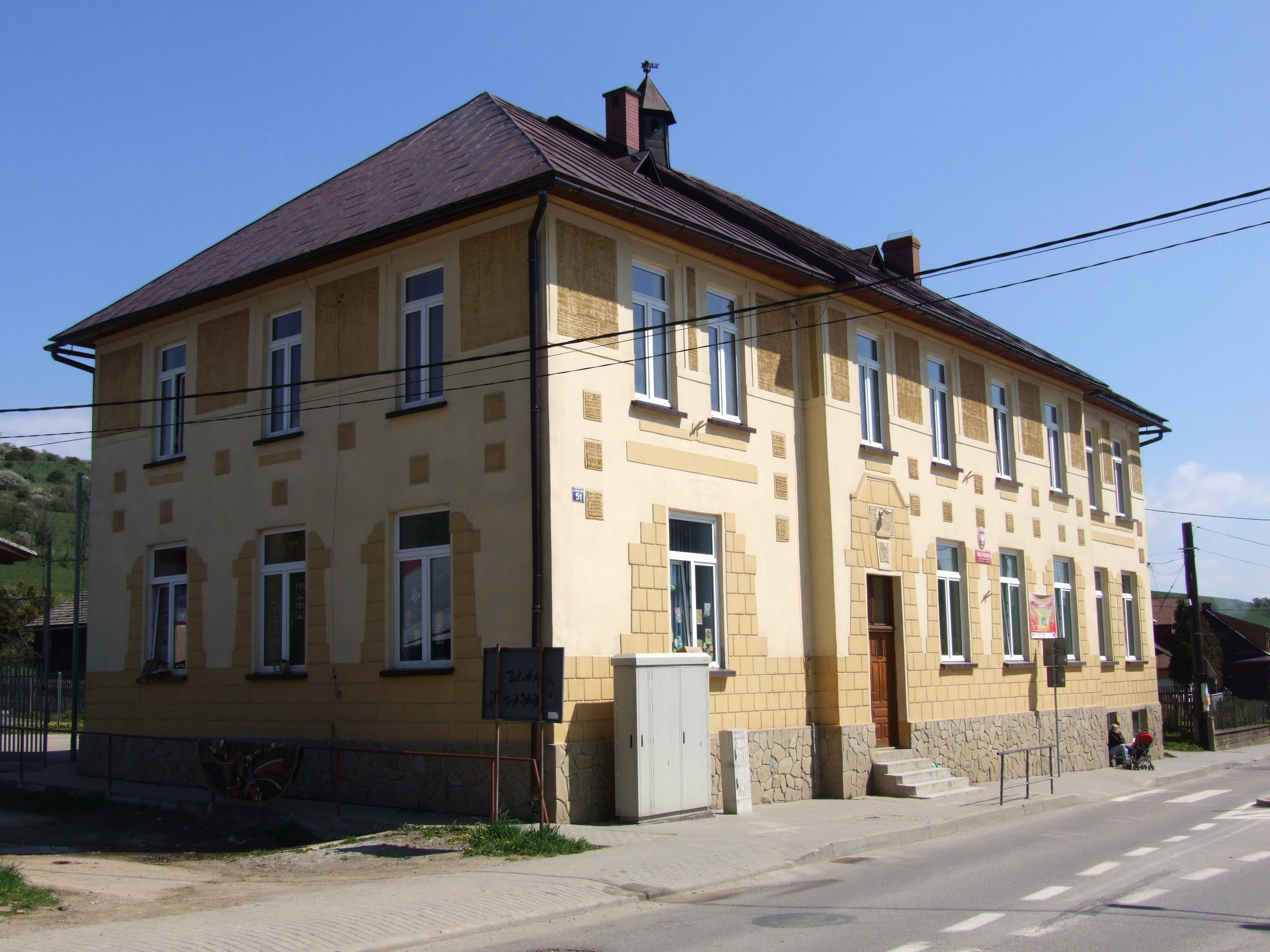
Szkoła

Łapsze Wyżne (słow. Vyšné Lapše, węg. Felsőlápos, niem. Oberlapsch) – wieś spiska w Polsce, położona w województwie małopolskim, w powiecie nowotarskim, w gminie Łapsze Niżne.
W latach 1954–1972 wieś należała i była siedzibą władz gromady Łapsze Wyżne. W latach 1975–1998 wieś administracyjnie należała do województwa nowosądeckiego.

## Położenie
Łapsze Wyżne leżą na Pogórzu Spiskim w etnograficznym regionie Spisza. Miejscowość położona jest na wysokości 635–670 m w głębokiej dolinie potoku Łapszanka, na wschodnich stokach Trybskiej Przełęczy. Leży wzdłuż drogi Trybsz – Niedzica. Na północ od wsi wznosi się grzbiet ze szczytem Grandeus (795 m), od południa najwyższe wzniesienie Magury Spiskiej – Kuraszowski Wierch.
Wieś zajmuje 1685 ha, z czego 35% pokrywają lasy, a 16% łąki i pastwiska. Potok płynący po południowej stronie Kurasówki zawiera silnie zmineralizowaną wodę chlorkowo-sodową (woda siarczkowa), która w przeszłości była wykorzystywana w lecznictwie.

## Integralne części wsi
| SIMC    | Nazwa     | Rodzaj    |
| ------- | --------- | --------- |
| 0443364 | Brzeg     | część wsi |
| 0443370 | Dziurówka | część wsi |
| 0443387 | Jaz       | część wsi |
| 0443393 | Kąt       | część wsi |

## Historia
Pierwsze wzmianki o wsi Łapsze pochodzą z lat 1340, następnie z 1463 i 1469 r. Samodzielna parafia rzymskokatolicka wzmiankowana jest w roku 1660. Według tradycji ustnej przez blisko 200 lat, od XV–XVI wieku, Łapsze Wyżne zamieszkiwali Wołosi. Opuścili je z niejasnych przyczyn z końcem XVII w. (sama nazwa Łapsze jest pochodzenia wołoskiego).
Po I wojnie światowej wieś znalazła się w granicach Polski. W 1920 wybuchł pożar, który zniszczył 80 domów. Wiele mieszkańców wsi wtedy wyemigrowało. Po pożarze wzniesiono murowane domy, stojące do dziś wzdłuż głównej ulicy. Pożary niszczyły wieś jeszcze kilkukrotnie. Do 1931 r. przetrwała tu pańszczyzna kościelna.
Z dniem 1 września 1939 r. Łapsze zostały okupowane, a następnie włączone do Słowacji. Latem 1944 r. wybudowano drogę, a jesienią Niemcy rozpoczęli budowę umocnień, które w styczniu 1945 posłużyły im do krótkiej obrony.
W 1960 r. wieś została zelektryfikowana. Następnie zintegrowano klasy słowackojęzyczne z polskojęzycznymi.

## Zabytki
Obiekt wpisany do rejestru zabytków nieruchomych województwa małopolskiego.
- Kościół parafialny pw. św. Piotra i św. Pawła.
Kościół wzniesiono na miejscu starszej świątyni drewnianej w latach 1759–1776. Wnętrze odrestaurowano w latach 1981–1982, następnie wymieniono pokrycie dachu (z blachy zwykłej na miedzianą) oraz wyremontowano wieże. Gruntownie odnowiono kościół w latach 2001–2005.
Kościół jest murowany i otynkowany, jednonawowy z krótkim prezbiterium zamkniętym półkoliście i wysmukłą, kwadratową wieżą od frontu. Od strony północnej do prezbiterium przylega mała zakrystia. Po południowej stronie nawy znajduje się kruchta osłaniająca portal z datą 1760. Dach kościoła dawniej pokrywał gont, obecnie – blacha miedziana. Wieżę i sygnaturkę wieńczą barokowe hełmy. Ściany zostały wzmocnione przyporami.
Rokokowe wyposażenie kościoła pochodzi z lat 1760–1776. Nawa i prezbiterium pokryte są sklepieniem kolebkowym z lunetami na gurtach.
Ołtarz główny z 1776 r. zawiera obraz przedstawiający świętych Piotra i Pawła oraz rzeźby św. Szymona, św. Jana Chrzciciela i koronacja Najświętszej Maryi Panny w zwieńczeniu. Na mensie ołtarza stoi ażurowe tabernakulum.
W centrum lewego ołtarza bocznego znajduje się płaskorzeźba NMP Niepokalanie Poczętej, po bokach – figury św. Anny i św. Elżbiety, a na szczycie obraz św. Jana Chrzciciela. Środek prawego ołtarza bocznego zajmuje płaskorzeźba św. Mikołaja, po bokach stoją figury św. Augustyna i św. Ambrożego, a u góry zawieszony jest obraz św. Sebastiana. Na ścianie północnej znajduje się iluzjonistyczny ołtarz z 1796 r. ze św. Józefem, Dzieciątkiem Jezus i św. Janem Nepomucenem. Ambona, chrzcielnica, chór i ławki utrzymane są również w stylu rokokowym. W kościele znajdują się m.in. pozłacana puszka na hostie z XIV w. i pozłacana monstrancja z XV/XVI w.

## Kultura
We wsi jest używana gwara spiska, zaliczana przez polskich językoznawców jako gwara dialektu małopolskiego języka polskiego, przez słowackich zaś jako gwara przejściowa polsko-słowacka. Tradycyjnym ubiorem był strój spiski w odmianie kacwińskiej.
W Łapszach działają dwa zespoły regionalne oraz orkiestra dęta i straż pożarna o ponad 100–letniej tradycji. Miejscowa szkoła jako pierwsza po beatyfikacji Jana Pawła II przyjęła imię bł. Jana Pawła II.

## Ludność

### Dynamika ludności Łapsz Wyżnych w latach 1880–2011
| Lata | Ludność |
| ---- | ------- |
| 1880 | 1000    |
| 1890 | 966     |
| 1900 | 801     |
| 1910 | 722     |
| 1921 | 602     |
| 1930 | 637     |
| 1950 | 617     |
| 1960 | 671     |
| 1970 | 691     |
| 1991 | 822     |
| 1995 | 875     |
| 2000 | 899     |
| 2011 | 933     |

.